# 信州航空電子
信州航空電子株式会社（しんしゅうこうくうでんし、英: JAE Shinshu, Ltd.）は、長野県下伊那郡松川町に本社を置く電子機器メーカーである。日本航空電子工業のグループ会社として、加速度計、ジャイロ等のセンサ類、リニアモータ、ハイブリッドIC、機械加工部品などの製造・販売を行っている。

## 概要
1986年4月1日に設立され、航空宇宙及び産業機器分野の製品づくりに取り組んでいる。本社工場では、精密なセンサ類や電子部品の製造を行い、最先端の技術を活用して高品質な製品を提供している。また、東京都昭島市に昭島工場を有し、設計・開発機能を担っている。

## 沿革
- 1986年4月 - 会社設立
- 1990年6月 - 本社工場第一期工事（A棟）竣工
- 1994年12月 - ISO9002認証取得、本社工場レベルセンサ棟（現C棟）竣工
- 1998年10月 - 昭島工場開設
- 2000年2月 - ISO14001認証取得
- 2001年4月 - 本社工場磁気試験棟竣工
- 2006年8月 - 本社工場第二期工事（B棟）竣工
- 2006年10月 - 財団法人日本緑化センター主催第25回工場緑化推進全国大会会長奨励賞受賞
- 2010年12月 - 小惑星探査機「はやぶさ」プロジェクトチームの一員として感謝状受領
- 2015年1月 - 本社工場（D棟）竣工
- 2019年3月 - JISQ9100 2016年度版認証取得
- 2020年4月 - 本社工場B棟物流エリア及び機械加工エリア拡張

## 事業内容
- 加速度計、ジャイロ等センサ類、リニアモータ、ハイブリッドIC、機械加工部品及びその他の電子機器・電子部品の製造・販売

## 所在地
- 本社工場：〒399-3301 長野県下伊那郡松川町上片桐800
- 昭島工場：〒196-8555 東京都昭島市武蔵野3-1-1 日本航空電子工業 昭島事業所内